# Sons of the Pioneers
Sons of the Pioneers son un grupo pionero en la música del viejo oeste estadounidense. Sus melodías y sobre todo su armonioso estilo vocal dejaron una profunda huella en la música country y en las generaciones venideras. Desde 1933, son uno de los grupos de música country más longevos, produciendo grabaciones innovadoras que han inspirado a muchos intérpretes y han mantenido su  popularidad a lo largo de los años.

## Inicios
Los años de la Gran Depresión de 1929 fueron duros y era difícil encontrar trabajo. Leonard Slye (más tarde conocido como Roy Rogers) llevaba desde niño cantando y tocando la guitarra. Después de trabajar empaquetando fruta y conduciendo camiones de grava, decidió consagrar su vida a la música.
Su hermana le animó a que acudiera al programa de radio "The Midnight Frolic's", en el que actuaban jóvenes talentos musicales. Aquí se gestó su legendaria carrera musical y artística. Acudió al programa de radio, cantó y tocó la guitarra. Pocos días más tarde recibió una llamada del grupo The Rocky Mountaineers proponiéndole su incorporación al grupo, algo que aceptó de buen grado.
The Rocky Mountaineers era un grupo local de Los Ángeles que cantaba y tocaba canciones del lejano oeste y de las montañas, un estilo muy de moda en la época que sería el precursor de la música country. Roy Rogers sugirió al grupo la necesidad de contar con otro vocalista que le pudiera complementar y puso un anuncio en el periódico. No sabía que quien iba a contestar ese anuncio sería otro talento incomparable: Bob Nolan.
Bob Nolan había vivido como cantante itinerante antes de establecerse en Los Ángeles donde trabajó como guardacostas, pero no se le olvidó cantar y tocar la guitarra. Cuando Roy Rogers le oyó cantar, sus ojos se iluminaron, era el cantante que estaba buscando. Los dos genios no tardaron en descubrir la relación armoniosa que emanaba de su talento. Bill "Slumber" Nichols se unió al grupo y compusieron un considerable catálogo de canciones. Empezaron cantando como un trío de yodel, y esto fue algo novedoso porque el yodel solía ser individual y de repente surge el yodel armonioso y coral de los tres jóvenes. Pero los problemas financieros del grupo hicieron que Bob Nolan dejara el trío. Roy Rogers puso un anuncio en el periódico y Tim Spencer llegó a ser la tercera voz del trío. A finales de 1932 Roy, Nichols y Spencer dejaron The Rocky Mountaineers para juntarse en un nuevo grupo llamado O-Bar-O Cowboys, que también tuvo muchos problemas económicos, pues a duras penas podían sustentarse. Tras el verano de 1933 los tres se separaron.

## Trayectoria
Roy Rogers nunca había dejado de pensar en estar en un buen grupo armónico de cantantes, y esa idea se haría pronto realidad. Convenció a Tim Spencer para formar un nuevo trío y fueron a ver a Bob Nolan que en ese momento estaba trabajando como caddy de golf. Le hablaron de su deseo de que se juntara con ellos para formar un nuevo trío, y de esta forma empezaron una nueva aventura. Se trasladaron a una pensión de Los Ángeles y se pusieron manos a la obra.
Decidieron dedicarse a cantar al viejo oeste estadounidense, a ponerle música y voz, y se llamaron The Pioneer Trio. En ese trabajo laborioso para encontrar las mejores armonías para sus voces empieza la leyenda de Bob Nolan, que escribía poemas cuando era un adolescente y que ahora, ante la necesidad de nuevo material para el grupo, empezó a dedicar gran parte de su tiempo a escribir canciones, muchas de las cuales son consideradas obras maestras que permanecen imperecederas. Rebuscó en una enorme cantidad de libros para proveerse del material que poder adaptar a sus armonías y demostró su versatilidad cuando el grupo quiso ir más allá de las canciones del oeste y explorar otros mundos musicales. Tim Spencer, inspirado por el trabajo de Bob, también empezó a componer canciones para el grupo. 
A finales de 1933 fueron contratados por la emisora de radio KFWB, haciendo su debut con una audición que incluía la canción escrita por Nolan "Way out there". Más tarde uno de los locutores de la radio les alteró accidentalmente el nombre, y los anunció como "Sons of the Pioneers". Cuando le preguntaron por qué había hecho eso se excusó con el argumento de que eran demasiado jóvenes para ser pioneros (que fueron los que se adentraron y colonizaron el salvaje oeste viajando en carretas y formando caravanas de hasta mil personas) pero que perfectamente podrían ser hijos de los pioneros y además la denominación de trío ya no tenía sentido porque eran cuatro: se acababa de incorporar el violinista Hugh Farr. De esta manera, el grupo potenció su capacidad instrumental y también algo que ellos desconocían en él: Hugh poseía una voz grave y profunda que iba a enriquecer las armoniosas voces del grupo.
El grupo tuvo un éxito inmediato extendiendo su fama más allá de los confines de Los Ángeles. Su emisora les grababa durante una media hora emitiendo sus canciones por todo el país. No tardarían mucho en firmar un contrato con el sello discográfico "Decca" y el 8 de agosto de 1934 realizaron su primera grabación comercial. Canciones como "Tumbling Tumbleweeds", "Way Out There " o "Cool Water" se acabarían convirtiendo en clásicos que tuvieron su eco en las películas del oeste, como por ejemplo en Río Grande de John Ford. En 1935 entró en el grupo Karl Farr, hermano de Hugh, un guitarrista que añadía más versatilitad instrumental, y en 1936 se incorporó el vocalista Lloyd Perryman.
Sú época dorada abarcó los años 30 y 40, llegando a su declive en las décadas siguientes. Pero su reconocimiento y trascendencia en la historia de la música se plasmó en el año 1980 cuando fueron incluidos en el Country Music Hall of Fame. En 2005 fueron incluidos en el Salón de la Fama de los Grupos Vocales.